# 1959年太平洋颱風季
| 太平洋颱風季             |
| 主題頁 - 專題 - 編輯指南 |

1959年太平洋颱風季泛指在1959年全年內的任何時間，於赤道以北及國際換日線以西的太平洋水域，以及南中國海所產生的熱帶氣旋。雖然有關方面並沒有設下本颱風季的指定期限，但大部份於西北太平洋的熱帶氣旋通常都會於5月至12月期間形成。
本條目的範圍僅侷限於赤道以北及國際換日線以西的太平洋及南海的水域。於赤道以北及國際換日線以東的太平洋水域產生的風暴則被稱為颶風，並被列入1959年太平洋颶風季。在西太平洋產生的熱帶風暴是由聯合颱風警報中心命名，國際編號為59xx。而凡進入或產生於菲律賓風暴責任範圍以內的熱帶低氣壓，菲律賓大氣地理天文部門 (PAGASA) 都會為它們訂立一個菲律賓名稱，作當地警報用途；因此同一個風暴有時候會有兩個不同的名稱。
以下各熱帶氣旋資訊以熱帶氣旋存在期間的最強形態為準。

## 已被國際命名的熱帶氣旋
在1959年，有33個熱帶低氣壓形成，其中26個成為了熱帶風暴。18個成為了颱風。8個更成為了超級颱風。

### 熱帶風暴魏達（Wilda）
| 皇家香港天文台 熱帶氣旋警告信號 | 皇家香港天文台 熱帶氣旋警告信號 | 皇家香港天文台 熱帶氣旋警告信號 |
| ------------------------------- | ------------------------------- | ------------------------------- |
| 上一熱帶氣旋                    | 一號風球                        | 下一熱帶氣旋                    |
| 熱帶風暴無名                    | 一號風球                        | 颱風瑪麗                        |

### 颱風艾倫（Ellen）
此一熱帶氣旋把東沙島附近的熱帶低壓引進台灣，形成強大的西南氣流，並引起豪雨，導致於8月7日至9日連續三日台灣中南部的降雨量高達800至1,200公釐，特別是8月7日當天的降雨量已高達500至1,000公釐，接近其平均全年降雨量。由於地面積水難以消退，再加上山洪爆發，導致河川水位高漲決堤，造成空前的大水災，受災範圍包括台灣所有的農業區域。

### 颱風艾瑞絲（Iris）
颱風艾瑞斯（英語：Typhoon Iris、中國大陸編號：5903號）是1959年太平洋颱風季的一個熱帶氣旋，於1959年8月19日在菲律賓東方的熱帶輻合帶海面生成，於8月22日登陸中國廈門以後繼續向西前進，最終於8月23日消散。
在8月21日，颱風艾瑞斯襲擊呂宋島北部海岸，然而沒有傷亡和財產損失報告。至少有兩次沉船事件發生，美國第七艦隊前往搜尋倖存者。巴拉望島附近，至少有100人因渡輪沉沒喪生，只有11名乘客獲救。奎松省附近有五人失踪後，因為摩托艇傾覆。
8月22日、台灣遍布大雨，引發山洪爆發，一座鐵路橋被沖走。澎湖群島約1000人無家可歸。整個福建省因颱風暴雨導致洪災，造成至少720人死亡，618人受傷，996人失踪。然而，根據美國國家海洋和大氣管理局紀錄，死亡人數可能高達2,334人。

### 熱帶風暴娜拉（Nora）
娜拉是第一個令中央氣象局對同一颱風發出兩次不連續颱風警報的颱風。
| 皇家香港天文台 熱帶氣旋警告信號 | 皇家香港天文台 熱帶氣旋警告信號 | 皇家香港天文台 熱帶氣旋警告信號 |
| ------------------------------- | ------------------------------- | ------------------------------- |
| 上一熱帶氣旋                    | 三號風球                        | 下一熱帶氣旋                    |
| 熱帶風暴無名                    | 三號風球                        | 颱風瑪麗                        |

### 颱風白西（Patsy）
1959年9月6日，有飛機報告指在国际日期变更线附近有一個熱帶風暴出現，其後這個熱帶風暴被命名為帕齊。不會兒，帕齊便增強為一颱風。不過礙於欠缺資料，其早期發展不得而知。一道低壓槽引導帕齊向東北移動，兩日後有另一道低壓槽發展，並支配之前的低壓槽，再引導帕齊向西北移動。接著它緩慢地轉向偏北方移動，並逐漸減弱，最後於9月10日消散。帕齊在国际日期变更线附近移動飄忽，其路徑亦很罕見，過往十年間從未見過有热带气旋曾經採取上述的路徑，縱使1958年的颱風裘恩有稍微類似的路徑。
根據美國國家颶風中心所提供的「最佳路徑圖」，帕齊從被發現到消散為止一直在国际日期变更线以東海位置。日本氣象廳所提供的「最佳路徑圖」則沒有提供風速，只是指出帕齊是一個太平洋颱風。而聯合颱風警報中心曾報告在颶風位置上出現爭論，但表明他們在国际日期变更线以東海域錄得帕齊的最高風速。

### 超級颱風維娜（Vera）
一個熱帶低氣壓於1959年9月21日在關島及密克罗尼西亚联邦楚克之間海域形成，並增強為熱帶風暴，命名為薇拉。之後薇拉向西北移動，翌日增強為一颱風。9月23日，薇拉迅速增強，達到聯合颱風警報中心所定一分鐘平均風速195英里每小時（315公里每小時）的顛峰強度，其中心最低氣壓低至896百帕斯卡。此數據是由聯合颱風警報中心派遣的偵察機在薇拉中心附近所錄得。
與其他超級颱風不同的是，薇拉移入高緯度地區後仍能大致維持其強度，只是稍為減弱。受惠著當地的水溫高、幅散及幅合強勁和風切變低的環境下，仍能維持相當於現時萨菲尔-辛普森飓风等级五級的強度。9月26日，薇拉以160英里每小時的風力在日本近畿地方沿岸登陸，然後迅速橫過本州並減弱。9月27日，薇拉由東北地方沿岸以一級颱風風力出海，並向東移動，最後於翌日受西風槽影響而轉變成溫帶氣旋。

## 熱帶氣旋名單
| - Agnes - Bess - Carmen - Della - Elaine - Faye - Gloria - Hester - Irma - Judy - Kit - Lola - Mamie - Nina - Ophelia - Phyllis - Rita - Susan - Tess - Viola - Winnie | - Alice - Betty - Cora - Doris - Elsie - Flossie - Grace - Helen - Ida - June - Kathy - Lorna - Marie - Nancy - Olga - Pamela - Ruby 2W - Sally 3W - Tilda 4W - Violet 5W - Wilda 6W | - Anita 7W - Billie 8W - Clara - Dot 6C - Ellen 12W - Fran 13W - Georgia 14W - Hope 15W - Iris 18W - Joan 21W - Kate 20W - Louise 22W - Marge - Nora 26W - Opal 27W - Patsy 29W - Ruth 31W - Sarah 33W - Thelma 36W - Vera 39W - Wanda 13C | - Amy 40W - Babs 41W - Charlotte 42W - Dinah 43W - Emma 46W - Freda 48W - Gilda 56W - Harriet 58W - Ivy - Jean - Karen - Lucille - Mary - Nadine - Olive - Polly - Rose - Shirley - Trix - Virginia - Wendy |